# Super Bowl LIII
Der Super Bowl LIII war der 53. Super Bowl, das Endspiel der Saison 2018 der National Football League (NFL) im American Football. Das Spiel zwischen dem AFC-Champion New England Patriots und dem NFC-Champion Los Angeles Rams wurde am 3. Februar 2019 um 18:30 Uhr Ortszeit (4. Februar, 0:30 Uhr MEZ) im Mercedes-Benz Stadium in Atlanta, Georgia, ausgetragen. Es war nach dem Super Bowl XXVIII von 1994 und dem Super Bowl XXXIV von 2000 der dritte Super Bowl, der in Atlanta stattfand.
Die New England Patriots gewannen das Spiel mit 13:3 und somit ihren sechsten Super Bowl. Der Wide Receiver Julian Edelman von den New England Patriots wurde zum Super Bowl MVP gewählt. Das Spiel, in dem erstmals in der Geschichte des Super Bowls kein Touchdown vor dem vierten Quarter erzielt wurde, löste den Super Bowl VII, der 14:7 ausging, als punktärmstes Spiel um den Super Bowl ab.

## Austragungsort
Am 19. Mai 2015 verkündete die NFL die vier Finalisten, die zur Auswahl für die Austragung des Super Bowl LIII im Jahr 2019 oder des Super Bowl LIV im Jahr 2020 stehen. Die NFL-Team-Besitzer wählten den Austragungsort am 24. Mai 2016. Die Finalisten, die sich alle in den Südstaaten der Vereinigten Staaten befinden, waren:
- Mercedes-Benz Stadium, Atlanta, Georgia[6]
- Sun Life Stadium, Miami Gardens, Florida
- Mercedes-Benz Superdome, New Orleans, Louisiana
- Raymond James Stadium, Tampa, Florida

## Weg zum Super Bowl
Mit den Los Angeles Rams (Meister der NFC) und den New England Patriots (Meister der AFC) setzten sich jene Teams durch, die in ihren Conferences nach der Regular Season in den Play-offs an Nummer 2 gesetzt waren. Die Los Angeles Rams wiesen eine Bilanz von 13:3, die New England Patriots eine Bilanz von 11:5 auf.
Die Rams zogen damit erstmals seit dem Super Bowl XXXVI 17 Jahre zuvor wieder in den Super Bowl ein. Die New England Patriots nahmen zum insgesamt elften Mal und zum dritten Mal in Folge am Super Bowl teil, nachdem sie den letztjährigen Super Bowl LII gegen die Philadelphia Eagles verloren und den Super Bowl LI gegen die Atlanta Falcons gewonnen hatten. Es war das zweite Aufeinandertreffen beider Teams in einem Super Bowl. Das erste Aufeinandertreffen, 18 Jahre zuvor beim Super Bowl XXXVI, gewannen die Patriots gegen die damals noch in St. Louis beheimateten Rams mit 20:17. Mit diesem Sieg begann die erfolgreiche Ära der Patriots von Quarterback Tom Brady, der als Ersatz für den verletzten Drew Bledsoe seinen ersten Super Bowl spielte und Head Coach Bill Belichick, der 2000 das Amt des Head Coaches übernommen hatte.

### Los Angeles Rams
| NFC West            |    |    |   |       |     |     |       |     |      |       |
| Team                | S  | N  | U | SQ    | P+  | P−  | Diff. | DIV | CONF | Serie |
| Los Angeles Rams    | 13 | 3  | 0 | 0,813 | 527 | 384 | +143  | 6–0 | 9–3  | 2S    |
| Seattle Seahawks    | 10 | 6  | 0 | 0,625 | 428 | 347 | +81   | 3–3 | 8–4  | 2S    |
| San Francisco 49ers | 4  | 12 | 0 | 0,250 | 342 | 435 | −93   | 1–5 | 2–10 | 2N    |
| Arizona Cardinals   | 3  | 13 | 0 | 0,188 | 225 | 425 | −200  | 2–4 | 3–9  | 4N    |

Die Los Angeles Rams, die von Sean McVay, dem jüngsten Head Coach der Liga, trainiert wurden, beendeten die Regular Season mit einer Bilanz von 13:3 hinter den punktgleichen New Orleans Saints, gegen die sie den direkten Vergleich verloren hatten. Die Vorsaison hatten sie mit 11:5 auf dem dritten Platz beendet, in der Wild Card Round unterlagen sie damals mit 13:26 den Atlanta Falcons. Die Offense der Rams wurde von Pro-Bowl-Quarterback Jared Goff angeführt, der über die Saison ein Quarterback Rating von 101,1 aufwies. Weitere Schlüsselspieler der Rams waren Runningback Todd Gurley, Defensive Tackle Aaron Donald, der in die meisten Quarterback Sacks der Saison erzielte, sowie Linebacker Cory Littleton, die alle ebenfalls im Aufgebot des Pro Bowl standen. Während der Saison wurde die Offense noch von Neuzugang C. J. Anderson verstärkt, der Gurley nach einer Verletzung erfolgreich vertreten konnte.
Nachdem die Rams als zweitplatziertes Team in der Wild Card Round spielfrei hatten, trafen sie in der Divisional Round auf die Dallas Cowboys, gegen die sie mit 30:22 gewannen. Dabei zeigten insbesondere die beiden Runningbacks Gurley und Anderson eine gute Leistung, während die Leistung von Quarterback Goff als enttäuschend beurteilt wurde.
Im NFC Championship Game mussten die Rams bei den New Orleans Saints antreten, die zuvor den Vorjahreschampion Philadelphia Eagles geschlagen hatten. Der Sieg der Rams wurde dabei von einem Skandal überschattet. Den Großteil der Partie lagen die Saints vorne, eine gravierende Fehlentscheidung der Schiedsrichter verhinderte, dass die Saints das Spiel vorzeitig entscheiden konnten. Kurz vor Ende der Partie warf Drew Brees, Quarterback der Saints, beim Stand von 20:20 bei 1:49 verbleibender Spielzeit im dritten Versuch einen Pass auf Wide Receiver Tommylee Lewis. Cornerback Nickell Robey-Coleman lief in Lewis hinein und verhinderte damit den Passfang, was als Pass Interference geahndet hätte werden müssen, stattdessen wurde der Spielzug als unvollständiger Pass (incomplete) gewertet. Durch die Fehlentscheidung war New Orleans gezwungen, direkt das Field Goal zu schießen, anstatt vorher noch Zeit herunterlaufen lassen zu können. Los Angeles konnte in der verbleibenden Zeit tatsächlich mit einem Field Goal ausgleichen, wodurch das Spiel in die Verlängerung ging. Die Saints bekamen den Ball zuerst, nach einer Interception kamen die Rams in Ballbesitz. Mit einem langen 57-Yards-Field-Goal von Greg Zuerlein gewannen die Rams das Spiel schließlich in der Overtime. Die NFL selbst erklärte später, dass die Schiedsrichterentscheidung ein Fehler war, was aber keine Auswirkungen auf die Wertung der Partie hatte. Vielen Beobachter bezeichneten die Fehlentscheidung als „schlimmsten Fehler der NFL-Geschichte“.

### New England Patriots
| AFC East             |    |    |   |       |     |     |       |     |      |       |
| Team                 | S  | N  | U | SQ    | P+  | P−  | Diff. | DIV | CONF | Serie |
| New England Patriots | 11 | 5  | 0 | 0,688 | 436 | 325 | +111  | 5–1 | 8–4  | 2S    |
| Miami Dolphins       | 7  | 9  | 0 | 0,438 | 319 | 433 | −114  | 4–2 | 6–6  | 3N    |
| Buffalo Bills        | 6  | 10 | 0 | 0,375 | 269 | 374 | −105  | 2–4 | 4–8  | 1S    |
| New York Jets        | 4  | 12 | 0 | 0,250 | 333 | 441 | −108  | 1–5 | 3–9  | 3N    |

Die New England Patriots, die seit 2000 von Erfolgstrainer Bill Belichick trainiert werden, belegten in der AFC den zweiten Platz hinter den Kansas City Chiefs. Als drittes Team gelangen ihnen mit dem Einzug in den Super Bowl LIII die Teilnahme an drei Super Bowls in Folge. Quarterback Tom Brady stand zum neunten Mal im Super Bowl, öfter als jedes andere Team der NFL überhaupt. Neben Brady zählten Wide Receiver Julian Edelman, der Super Bowl MVP wurde, Tight End Rob Gronkowski und Pro-Bowl-Cornerback Stephon Gilmore, der mit einer Interception gegen Goff auch im Super Bowl eine wichtige Rolle spielte, zu New Englands besten Spielern.
In der Wild Card Round hatten die Patriots ebenso wie die Rams spielfrei und trafen in der Divisional Round auf die Los Angeles Chargers, die sie deutlich schlugen, nach einem Halbzeitstand von 35:7 endete das Spiel mit einem deutlichen 41:28-Sieg für New England.
Im AFC Championship Game, an dem die Patriots zum achten Mal in Folge teilnahmen, wartete mit den Kansas City Chiefs das bestgesetzte Team der AFC auf New England. Nachdem die Patriots nach der ersten Hälfte mit 14:0 klar führten, entwickelte sich in der zweiten Halbzeit ein offener Schlagabtausch, bei dem auch Kansas City kurzzeitig in Führung ging. Bei einem Stand von 31:31 ging das Spiel in die Overtime, in der die Patriots zuerst den Ball erhielten. In der ersten Angriffsserie erzielten sie direkt einen Touchdown, womit New England das Spiel mit 37:31 gewann.

### Play-offs
Die Play-offs begannen am 5. Januar 2019. Über die Platzierung der Teams in der jeweiligen Conference entschied das Ergebnis der Regular Season. Die beiden Teams mit dem jeweils besten Ergebnis aus der Regular Season hatten in der ersten Runde eine spielfreiche Woche und für den Rest der Play-offs bis zum Super Bowl Heimrecht. Die Teams an Position drei und vier ihrer Conference hatten im ersten Play-off-Spiel, der Wild Card Round, Heimrecht.
| Setzliste der Playoffs | Setzliste der Playoffs | Setzliste der Playoffs | Setzliste der Playoffs | Setzliste der Playoffs |
| Pos.                   | AFC                    | AFC                    | NFC                    | NFC                    |
| ---------------------- | ---------------------- | ---------------------- | ---------------------- | ---------------------- |
| 1                      | Kansas City Chiefs     | Sieger West            | New Orleans Saints     | Sieger South           |
| 2                      | New England Patriots   | Sieger East            | Los Angeles Rams       | Sieger West            |
| 3                      | Houston Texans         | Sieger South           | Chicago Bears          | Sieger North           |
| 4                      | Baltimore Ravens       | Sieger North           | Dallas Cowboys         | Sieger East            |
| 5                      | Los Angeles Chargers   | West                   | Seattle Seahawks       | West                   |
| 6                      | Indianapolis Colts     | South                  | Philadelphia Eagles    | East                   |

|  |                            |                            |                            |             |    |                                    |                  |                  |   |             |                                    |                                    |                                    |                                 |                                 |                                 |             |            |
|  | Wild Card Round            | Wild Card Round            | Wild Card Round            |             |    | Divisional Round                   | Divisional Round | Divisional Round |   |             | Conference Championships           | Conference Championships           | Conference Championships           |                                 |                                 | Super Bowl                      | Super Bowl  | Super Bowl |
|  | Wild Card Round            | Wild Card Round            | Wild Card Round            |             |    | Divisional Round                   | Divisional Round | Divisional Round |   |             | Conference Championships           | Conference Championships           | Conference Championships           |                                 |                                 | Super Bowl                      | Super Bowl  | Super Bowl |
|  |                            |                            |                            |             |    |                                    |                  |                  |   |             |                                    |                                    |                                    |                                 |                                 |                                 |             |            |
|  |                            |                            |                            |             |    | 13. Jan. – Mercedes-Benz Superdome |                  |                  |   |             |                                    |                                    |                                    |                                 |                                 |                                 |             |            |
|  | 6. Jan. – Soldier Field    |                            |                            |             |    |                                    |                  |                  |   |             |                                    |                                    |                                    |                                 |                                 |                                 |             |            |
|  |                            |                            | 1                          | New Orleans | 20 |                                    |                  |                  |   |             |                                    |                                    |                                    |                                 |                                 |                                 |             |            |
|  | 3                          | Chicago                    | 1                          | New Orleans | 20 | 15                                 |                  |                  |   |             |                                    |                                    |                                    |                                 |                                 |                                 |             |            |
|  | 3                          | Chicago                    |                            |             | 6  | 15                                 | Philadelphia     | 14               |   |             | 20. Jan. – Mercedes-Benz Superdome | 20. Jan. – Mercedes-Benz Superdome | 20. Jan. – Mercedes-Benz Superdome |                                 |                                 |                                 |             |            |
|  | 6                          | Philadelphia               | 16                         |             |    |                                    |                  | 14               |   |             |                                    | 20. Jan. – Mercedes-Benz Superdome | 20. Jan. – Mercedes-Benz Superdome |                                 |                                 |                                 |             |            |
|  | 6                          | Philadelphia               | 16                         |             |    |                                    |                  |                  | 1 | New Orleans | 23                                 |                                    |                                    |                                 |                                 |                                 |             |            |
|  |                            |                            |                            |             |    |                                    |                  |                  | 1 | New Orleans | 23                                 |                                    |                                    |                                 |                                 |                                 |             |            |
|  |                            |                            |                            |             |    |                                    |                  |                  |   |             | 2                                  | L.A. Rams                          | 1261                               |                                 |                                 |                                 |             |            |
|  |                            |                            |                            |             |    | 12. Jan. – L.A. Memorial Coliseum  |                  |                  |   |             | 2                                  | L.A. Rams                          | 1261                               |                                 |                                 |                                 |             |            |
|  | 5. Jan. – AT&T Stadium     | 5. Jan. – AT&T Stadium     | 5. Jan. – AT&T Stadium     |             |    | NFC Championship                   | NFC Championship | NFC Championship |   |             |                                    |                                    |                                    |                                 |                                 |                                 |             |            |
|  | 5. Jan. – AT&T Stadium     | 5. Jan. – AT&T Stadium     | 5. Jan. – AT&T Stadium     |             |    | NFC Championship                   | NFC Championship | NFC Championship | 2 | L.A. Rams   | 30                                 |                                    |                                    |                                 |                                 |                                 |             |            |
|  | 4                          | Dallas                     | 24                         |             |    |                                    |                  |                  | 2 | L.A. Rams   | 30                                 |                                    |                                    |                                 |                                 |                                 |             |            |
|  | 4                          | Dallas                     | 24                         |             |    | 4                                  | Dallas           | 22               |   |             |                                    |                                    |                                    | 3. Feb. – Mercedes-Benz Stadium | 3. Feb. – Mercedes-Benz Stadium | 3. Feb. – Mercedes-Benz Stadium |             |            |
|  | 5                          | Seattle                    | 22                         |             |    | 4                                  | Dallas           | 22               |   |             |                                    |                                    |                                    | 3. Feb. – Mercedes-Benz Stadium | 3. Feb. – Mercedes-Benz Stadium | 3. Feb. – Mercedes-Benz Stadium |             |            |
|  | 5                          | Seattle                    | 22                         |             |    |                                    |                  |                  |   |             |                                    |                                    |                                    | N2                              | L.A. Rams                       | 3                               |             |            |
|  |                            |                            |                            |             |    |                                    |                  |                  |   |             |                                    |                                    |                                    | N2                              | L.A. Rams                       | 3                               |             |            |
|  |                            |                            |                            |             |    |                                    |                  |                  |   |             |                                    |                                    |                                    |                                 |                                 | A2                              | New England | 13         |
|  |                            |                            |                            |             |    | 12. Jan. – Arrowhead Stadium       |                  |                  |   |             |                                    |                                    |                                    |                                 |                                 | A2                              | New England | 13         |
|  | 5. Jan. – NRG Stadium      | 5. Jan. – NRG Stadium      | 5. Jan. – NRG Stadium      |             |    |                                    |                  |                  |   |             | Super Bowl LIII                    | Super Bowl LIII                    | Super Bowl LIII                    |                                 |                                 |                                 |             |            |
|  | 5. Jan. – NRG Stadium      | 5. Jan. – NRG Stadium      | 5. Jan. – NRG Stadium      |             |    | 1                                  | Kansas City      | 31               |   |             | Super Bowl LIII                    | Super Bowl LIII                    | Super Bowl LIII                    |                                 |                                 |                                 |             |            |
|  | 3                          | Houston                    | 7                          |             |    | 1                                  | Kansas City      | 31               |   |             |                                    |                                    |                                    |                                 |                                 |                                 |             |            |
|  | 3                          | Houston                    | 7                          |             |    | 6                                  | Indianapolis     | 13               |   |             | 20. Jan. – Arrowhead Stadium       | 20. Jan. – Arrowhead Stadium       | 20. Jan. – Arrowhead Stadium       |                                 |                                 |                                 |             |            |
|  | 6                          | Indianapolis               | 21                         |             |    | 6                                  | Indianapolis     | 13               |   |             |                                    | 20. Jan. – Arrowhead Stadium       | 20. Jan. – Arrowhead Stadium       |                                 |                                 |                                 |             |            |
|  | 6                          | Indianapolis               | 21                         |             |    |                                    |                  |                  | 1 | Kansas City | 31                                 |                                    |                                    |                                 |                                 |                                 |             |            |
|  |                            |                            |                            |             |    |                                    |                  |                  | 1 | Kansas City | 31                                 |                                    |                                    |                                 |                                 |                                 |             |            |
|  |                            |                            |                            |             |    |                                    |                  |                  |   |             | 2                                  | New England                        | 1371                               |                                 |                                 |                                 |             |            |
|  |                            |                            |                            |             |    | 13. Jan. – Gillette Stadium        |                  |                  |   |             | 2                                  | New England                        | 1371                               |                                 |                                 |                                 |             |            |
|  | 6. Jan. – M&T Bank Stadium | 6. Jan. – M&T Bank Stadium | 6. Jan. – M&T Bank Stadium |             |    | AFC Championship                   | AFC Championship | AFC Championship |   |             |                                    |                                    |                                    |                                 |                                 |                                 |             |            |
|  | 6. Jan. – M&T Bank Stadium | 6. Jan. – M&T Bank Stadium | 6. Jan. – M&T Bank Stadium |             |    | AFC Championship                   | AFC Championship | AFC Championship | 2 | New England | 41                                 |                                    |                                    |                                 |                                 |                                 |             |            |
|  | 4                          | Baltimore                  | 17                         |             |    |                                    |                  |                  | 2 | New England | 41                                 |                                    |                                    |                                 |                                 |                                 |             |            |
|  | 4                          | Baltimore                  | 17                         |             |    | 5                                  | L.A. Chargers    | 28               |   |             |                                    |                                    |                                    |                                 |                                 |                                 |             |            |
|  | 5                          | L.A. Chargers              | 23                         |             |    | 5                                  | L.A. Chargers    | 28               |   |             |                                    |                                    |                                    |                                 |                                 |                                 |             |            |
|  | 5                          | L.A. Chargers              | 23                         |             |    |                                    |                  |                  |   |             |                                    |                                    |                                    |                                 |                                 |                                 |             |            |

| 1 | nach Verlängerung |

## Startaufstellungen

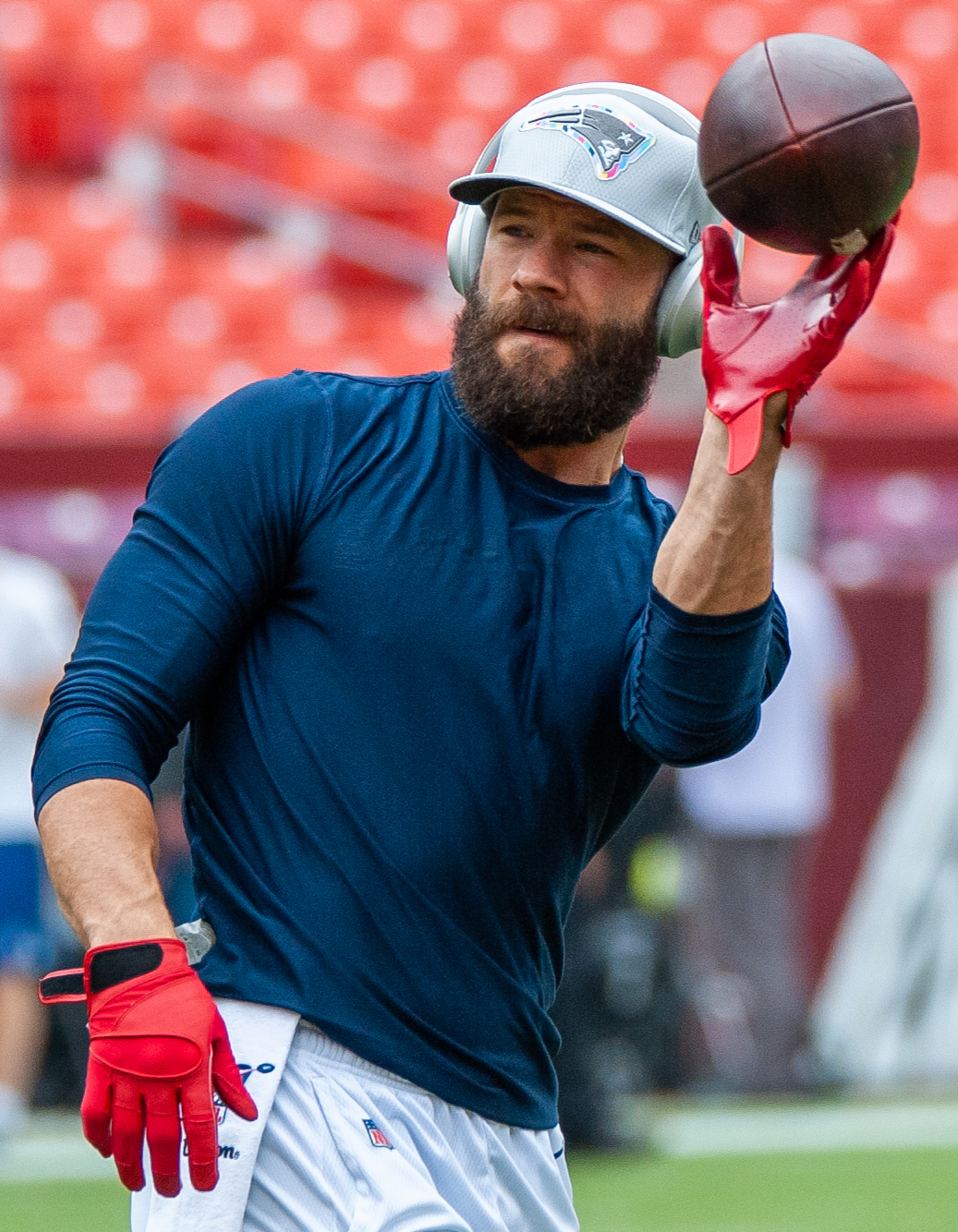
Julian Edelman, Wide Receiver der New England Patriots und Super Bowl MVP

Die Startaufstellungen der beiden Mannschaften sahen wie folgt aus:
| New England       | Position | Los Angeles      |
| ----------------- | -------- | ---------------- |
| Chris Hogan       | WR       | Josh Reynolds    |
| Julian Edelman    | WR       | Robert Woods     |
| Trent Brown       | LT       | Andrew Whitworth |
| Joe Thuney        | LG       | Rodger Saffold   |
| David Andrews     | C        | John Sullivan    |
| Shaq Mason        | RG       | Austin Blythe    |
| Marcus Cannon     | RT       | Rob Havenstein   |
| Rob Gronkowski    | TE       | Tyler Higbee     |
| Tom Brady         | QB       | Jared Goff       |
| Sony Michel       | RB/WR    | Brandin Cooks    |
| James Develin     | FB/HB    | Todd Gurley      |
| Defense           |          |                  |
| Deatrich Wise Jr. | RE/DE    | Michael Brockers |
| Malcom Brown      | DT/NT    | Ndamukong Suh    |
| Lawrence Guy      | DT       | Aaron Donald     |
| Trey Flowers      | LE/OLB   | Dante Fowler     |
| Kyle Van Noy      | LB/OLB   | Samson Ebukam    |
| Dont’a Hightower  | LB/ILB   | Cory Littleton   |
| Stephon Gilmore   | RCB/ILB  | Mark Barron      |
| Jonathan Jones    | DB/SS    | John Johnson III |
| Devin McCourty    | S/FS     | Lamarcus Joyner  |
| Patrick Chung     | S/CB     | Aqib Talib       |
| Jason McCourty    | LCB/CB   | Marcus Peters    |

## Spielzusammenfassung

### 1. Hälfte
Die Patriots bekamen zuerst den Ball. In ihrem ersten Drive wurde nach drei erfolgreichen Läufen der erste Pass von Tom Brady von Linebacker Cory Littleton abgefangen (Interception). Die Rams konnten im folgenden Ballbesitz in drei Versuchen lediglich zwei Yards Raumgewinn erzielen und mussten direkt mit einem Punt das Angriffsrecht wieder abgeben. Die Patriots kamen daraufhin in Field-Goal-Reichweite, Kicker Stephen Gostkowski, verfehlte das Ziel aus 46 Yards Entfernung allerdings. Nachdem beide Seiten weiter offensiv wenig ablieferten und zwei Mal punten mussten, endete das erste Quarter ohne Punkte.
Die ersten Punkte der Partie erzielte New England im zweiten Quarter durch ein Field Goal, das Stephen Gostkowski aus 42 Yards verwandelte. Kurz vor Ende der ersten Halbzeit bekamen die Patriots die Chance auf ein weiteres Field Goal. Sie entschieden sich aber, da sie nur einen Yard Raumgewinn für ein neues First Down erzielen mussten, den vierten Versuch auszuspielen. Der nötige Raumgewinn gelang ihnen allerdings nicht und sie verloren durch ein Turnover on Downs den Ballbesitz. Damit endete die erste Hälfte mit 3:0, weniger Punkte wurden lediglich in der ersten Hälfte des Super Bowl IX erzielt (2:0). Die Rams hatten sechs Mal den Ball und mussten dabei sechs Mal punten, wobei Johnny Hekker, Punter der Rams, mit 267 Yards Raumgewinn eine starke Leistung zeigte.

### 2. Hälfte
Auch in der zweiten Hälfte ging es zunächst ohne Punkte weiter. Bei seinem achten Einsatz erzielte Hekker mit einem 65 Yards weiten Punt den längsten Punt in der Geschichte des Super Bowls. Gegen Ende des dritten Quarters erzielten die Rams ihre ersten Punkte, als Greg Zuerlein ein Field Goal aus 53 Yards schoss.
Im vierten Quarter gelangten die Patriots erstmals in der Partie in die Red Zone, nachdem Brady mit zwei erfolgreichen Pässen auf Rob Gronkowski größeren Raumgewinn erzielte. Ein 2-Yard-Touchdown-Lauf von Sony Michel und ein erfolgreicher Point after Touchdown von Gostkowski brachten New England mit 10:3 in Führung. Daraufhin gelang auch den Rams ein langer Angriff, der allerdings durch eine Interception von Stephon Gilmore keinen Erfolg brachte. 72 Sekunden vor Ende der Partie erhöhte Gostkowski mit einem Field Goal auf 13:3, wodurch Los Angeles nun noch mindestens zwei Mal punkten musste, um das Spiel noch gewinnen zu können, was ihnen aber nicht mehr gelang.

## Punkteübersicht
- 1st Quarter
  - keine
- 2nd Quarter
  - NE – Stephen Gostkowski, Field Goal aus 42 Yards, 10:29. New England 3:0. Drive: 7 Spielzüge, 39 Yards, 3:29 Minuten.
- 3rd Quarter
  - LAR – Greg Zuerlein, Field Goal aus 53 Yards, 2:11. 3:3. Drive: 10 Spielzüge, 42 Yards, 4:22 Minuten.
- 4th Quarter
  - NE – Sony Michel, 2-Yard TD-Lauf (Kick Stephen Gostkowski), 7:00. New England 10:3. Drive: 5 Spielzüge, 69 Yards, 2:49 Minuten.
  - NE – Stephen Gostkowski, Field Goal aus 41 Yards, 1:12. New England 13:3. Drive: 9 Spielzüge, 72 Yards, 3:05 Minuten.

## Rahmenprogramm und Halbzeitshow
Vor dem Spiel
Unmittelbar vor dem Anstoß des Spiels sang das R&B-Duo Chloe x Halle America the Beautiful; die Soul-Sängerin Gladys Knight trug die US-amerikanische Nationalhymne vor.
Halbzeitshow
In der Halbzeitpause traten die Band Maroon 5 und die Rapper Big Boi und Travis Scott auf. Die im Vorfeld angefragten Musikerinnen P!nk, Rihanna und Cardi B schlugen das Angebot, in der Halbzeitshow aufzutreten, aus Solidarität mit dem US-amerikanischen Quarterback Colin Kaepernick aus.

## TV-Übertragung
In den Vereinigten Staaten wurde der Super Bowl LIII gemäß dem jährlichen Wechsel von CBS übertragen.
In Deutschland wurde das Spiel bei ProSieben sowie auf ran.de übertragen und von Jan Stecker, Patrick Esume und Björn Werner kommentiert. In Österreich übernahm der Sender Puls 4 aus der ProSiebenSat.1-Media-Gruppe die Übertragung, verbunden mit einer Live-Veranstaltung in der Erste Bank Arena in Wien. Der gebührenpflichtige Streamingdienst DAZN übertrug ebenfalls in die DACH-Staaten und bot zusätzlich auch den englischen Originalkommentar an.
Mit 98,2 Mio. Zuschauern in den Vereinigten Staaten erreichte der Super Bowl den niedrigsten Wert seit 2008.